# Anzai Hiroshi
Anzai Hiroshi (japanisch 安西 浩; geboren 6. Oktober 1901 in Kiyomi (Präfektur Chiba); gestorben 12. April 1990) war ein führender japanischer Unternehmer im Bereich Gas. 

## Leben und Wirken
Anzai Hiroshi wurde als ältester Sohn des Unternehmers Anzai Naoichi (安西 直一; 1872–1953) geboren. Er machte 1958 seinen Abschluss an der Universität Tōhoku im Fach Jura und nahm anschließend eine Arbeit auf bei Tōkyō Gas auf. Er durchlief mehrere Stationen, bis er 1946 in den Vorstand aufrückte. 1953 wurde er Stellvertretender Direktor des Unternehmens, 1967 Direktor, dann von 1972 bis 1989 Aufsichtsratsvorsitzender. Danach stand er dem Unternehmen weiterhin als Berater zur Verfügung. So war er über 20 Jahre lang die mächtigste Person von Tōkyō Gas.
Anzai trieb die Umwandlung von Kohle als Rohstoff für Stadtgas zu Erdöl voran, dann den Import Flüssiggas (LNG). Er war Vorsitzender der Vereinigung für Gas „Nihon Gazu Kyōkai“ (日本瓦斯協会), Vorsitzender des Japanisch-Sowjetischen Wirtschaftskomitees (日ソ経済委員会, Nichi-So keizai iinkai), Vorsitzender der „Tōkyō Metropolitan Public Safety Commission“ (東京公安委員会, Tōkyō kōan iinkai) und von 1984 bis 1990 Vorsitzender des Keidanren.